# Méautis
Méautis är en kommun i departementet Manche i regionen Normandie i norra Frankrike. Kommunen ligger i kantonen Carentan som tillhör arrondissementet Saint-Lô. År 2022 hade Méautis 648 invånare.

## Befolkningsutveckling
Antalet invånare i kommunen Méautis
| Referens: INSEE |